# Hymenaster praecoquis
Hymenaster praecoquis är en sjöstjärneart som beskrevs av Percy Sladen 1882. Hymenaster praecoquis ingår i släktet Hymenaster och familjen knubbsjöstjärnor. Inga underarter finns listade i Catalogue of Life.